# Oliver Wood (Kameramann)
Oliver Wood (* 21. Februar 1942 in London; † 13. Februar 2023 in Hollywood, Kalifornien) war ein britischer Kameramann. 

## Leben
Wood zog im Alter von 19 Jahren nach New York City. Seine erste Erfahrungen als Kameramann sammelte er Ende der 1960er Jahre. In den 1970er Jahren trat er nur vereinzelt als Kameramann in Erscheinung. Von 1986 bis 1989 war er in 53 Episoden für die Fernsehserie Miami Vice für die Kameraarbeit tätig. Ab den 1990er Jahren arbeitete er vornehmlich an Actionfilmen mit. So war er der Kameramann der ersten drei Teile der Bourne-Kinoreihe. Woods Kameraarbeit an diesen Filmen wurde stilbildend für den Hollywood-Actionfilm in den 2000er Jahren.
Für seine Leistungen an Das Bourne Ultimatum war er 2008 für den British Academy Film Award in der Kategorie Beste Kamera nominiert. Im Jahr 1991 gewann er den Jupiter-Filmpreis für die beste Kameraarbeit.
In dem 2010 gedrehten Film Die etwas anderen Cops trat Wood erstmals als Schauspieler in Erscheinung und übernahm eine kleine Nebenrolle. Seine letzte Produktion als Kameramann war Morbius, der 2022 veröffentlicht wurde.
Wood starb im Alter von 80 Jahren infolge einer Krebserkrankung. Er wurde von seiner Ehefrau und drei Kindern überlebt.

## Filmografie (Auswahl)
Kamera
- 1970: Honeymoon Killers (The Honeymoon Killers)
- 1986–1989: Miami Vice (Fernsehserie, 53 Folgen)
- 1990: Stirb langsam 2 (Die Hard 2)
- 1993: Ein Concierge zum Verlieben (For Love or Money)
- 1993  Sister Act 2 – In göttlicher Mission
- 1994: Tödliche Geschwindigkeit (Terminal Velocity)
- 1995: Mr. Holland’s Opus
- 1996: 2 Tage in L. A. (2 Days in the Valley)
- 1996: Das große Basketball-Kidnapping (	Celtic Pride)
- 1997: Switchback – Gnadenlose Flucht (Switchback)
- 1997: Im Körper des Feindes (Face/Off)
- 2002: Pluto Nash – Im Kampf gegen die Mondmafia (The Adventures of Pluto Nash)
- 2002: I Spy
- 2002: Die Bourne Identität (The Bourne Identity)
- 2003: National Security
- 2003: Freaky Friday – Ein voll verrückter Freitag (Freaky Friday)
- 2004: Die Bourne Verschwörung (The Bourne Supremacy)
- 2005: Fantastic Four
- 2006: Ricky Bobby – König der Rennfahrer (Talladega Nights: The Ballad of Ricky Bobby)
- 2007: Das Bourne Ultimatum (The Bourne Ultimatum)
- 2009: Surrogates – Mein zweites Ich (Surrogates)
- 2010: Die etwas anderen Cops (The Other Guys)
- 2012: Safe House
- 2013: 2 Guns
- 2013: Anchorman – Die Legende kehrt zurück (Anchorman 2: The Legend Continues)
- 2015: Kind 44 (Child 44)
- 2016: Der Spion und sein Bruder (Grimsby)
- 2016: Ben Hur (Ben-Hur)
- 2016: Jack Reacher: Kein Weg zurück (Jack Reacher: Never Go Back)
- 2018: The Equalizer 2
- 2018: Holmes & Watson
- 2022: Morbius

Schauspieler
- 2010: Die etwas anderen Cops (The Other Guys)